# Polypodiodes hendersonii
Polypodiodes hendersonii là một loài thực vật có mạch trong họ Polypodiaceae. Loài này được (Atk. ex Hook. & Baker) S.G. Lu miêu tả khoa học đầu tiên năm 1999.